# توران‌السلطنه
مریم خانم توران‌السلطنه؛ از همسران صیغه‌ای ناصرالدین‌شاه و مادر پسرش احمد میرزا عضدالسلطنه بود. او اولین فرزند محمدحسن میرزا معتضدالدوله پسر مهدی‌قلی میرزا پسر عباس میرزا بود.
معتضدالدوله نام توران‌السلطنه را «مریم» گذاشت و به او لقب «شاهزاده خانم» داد که لقبی عجیب و بی‌سابقه بود.
توران السلطنه در جوانی به عقد ناصرالدین‌شاه قاجار درآمد و از او صاحب یک پسر و یک دختر به نام‌های احمد میرزا عضدالسلطنه و تاج‌السلطنه شد. او به دلیل زیبایی «جیران شکن» لقب گرفته بود. جیران نام همسر محبوب ناصرالدین شاه بود به زیبایی شهره بود و در جوانی درگذشت.
پس از فوت ناصرالدین‌شاه، توران‌السلطنه با شاهزاده موثق‌الدوله ازدواج کرد و تا اوایل دوره پهلوی در قید حیات بود.